# Nina Ivanišin
Nina Ivanišin (Maribor, 11 settembre 1985) è un'attrice slovena, conosciuta in particolar modo per l'interpretazione in Slovenian Girl, nel quale è protagonista nel ruolo di Aleksandra. Per quell'interpretazione ha ricevuto il premio al Festival de cinéma européen des Arcs come migliore interpretazione femminile e il premio di miglior attrice alla Mostra di Valencia del cinema mediterraneo..

## Filmografia
- Slovenian Girl (2009) - regia di Damjan Kozole
- Just Between Us (2010) - regia di Rajko Grlić